# عبدالکریم سیلا (بازیکن فوتبال، زاده ۱۹۹۵)
عبدالکریم سیلا (انگلیسی: Abdoulaye Sylla؛ زادهٔ ۲ فوریهٔ ۱۹۹۵) بازیکن فوتبال اهل گینه است.
از باشگاه‌هایی که در آن بازی کرده است می‌توان به باشگاه فوتبال هورویا اشاره کرد.
وی همچنین در تیم ملی فوتبال گینه بازی کرده است.